# 2048
Het jaar 2048 is een jaartal volgens de christelijke jaartelling. Pasen valt dit jaar op 21 april.

## Gebeurtenissen
- Op 14 januari verloopt het Antarctisch Milieuprotocol. Als dit niet verlengd wordt en er ook geen alternatief komt, is het de verdragsstaten weer toegestaan om grondstoffen te winnen op het continent Antarctica.
- Op 3 juni zal de planetoïde 2007 VK184 rakelings langs de aarde vliegen.
- Het besturingsprogramma MS-DOS zal vanaf dit jaar geen huidige datum meer aangeven.